# Hayato Ikeda
Hayato Ikeda, född den 3 december 1899, i Takehara, Japan, död den 13 augusti 1965 i Tokyo, var en japansk konservativ politiker.

## Biografi
Ikeda föddes och växte upp i en familj av sakebryggare. Han utexaminerades från Kyoto Imperial University Law School 1925 och började därpå sin karriär på japanska finansdepartementet.

Ikeda var en av liberalerna som bildade det liberala partiet (LDP). Hans politiska inriktning präglades av Yoshida-skolan. Efter att ha avancerat till vice finansminister vann han i de allmänna valen i januari 1949 en plats i det japanska parlamentets representanthus. 
Ikeda var Japans finansminister 1949 – 52 och 1956 – 57. Åren 1952 – 53, samt 1959 - 60 var han handelsminister, samt premiärminister och ledare för det liberaldemokratiska partiet 1960 – 64.
Under hans tid som premiärminister inleddes ett allmänt pensionssystem och en allmän sjukförsäkring. Vidare infördes en lag till förmån för rörelsehindrades sysselsättning genom ett särskilt kvotsystem.
Som premiärminister förespråkade Ikeda en ”inkomst-fördubblingsplan” och en ”politik för tålamod och försoning”, samt betonade vikten av ekonomisk utveckling i Japan. Han lyckades lösa flera stora arbetskonflikter, bl. a. en långvarig strejk vid Miike-gruvan hos gruvbolaget Mitsui Mining Company. Den ledande ekonomihistorikern Takafusa Nakamura har beskrivit honom som ”den enskilt viktigaste personen för Japans snabba tillväxt”.